# Alan Pennington
Alan Pennington (* 4. April 1916 in Wallasey; † 2. Juni 1961 in Lissabon) war ein britischer Sprinter.
Bei den Olympischen Spielen 1936 erreichte er über 100 m das Halbfinale. Über 200 m und in der 4-mal-100-Meter-Staffel schied er im Vorlauf aus.
1937 gewann er bei den Internationalen Universitätsspielen Silber über 100 m.
Bei den Leichtathletik-Europameisterschaften 1938 in Paris holte er Bronze über 200 m und Silber in der 4-mal-400-Meter-Staffel.
Nach dem Zweiten Weltkrieg arbeitete er in der Versicherungsbranche. Auf einer Geschäftsreise beging er Suizid.

## Persönliche Bestzeiten
- 100 m: 10,6 s, 2. August 1936, Berlin
- 200 m: 21,5 s, 22. August 1937, Colombes
- 400 m: 47,3 s, 20. August 1939, Köln